# Dvärgflugor
Dvärgflugor (Stenomicridae) är en familj av tvåvingar. Dvärgflugor ingår i ordningen tvåvingar, klassen egentliga insekter, fylumet leddjur och riket djur.
Familjen innehåller bara släktet Stenomicra.